# Zog Nit Keynmol

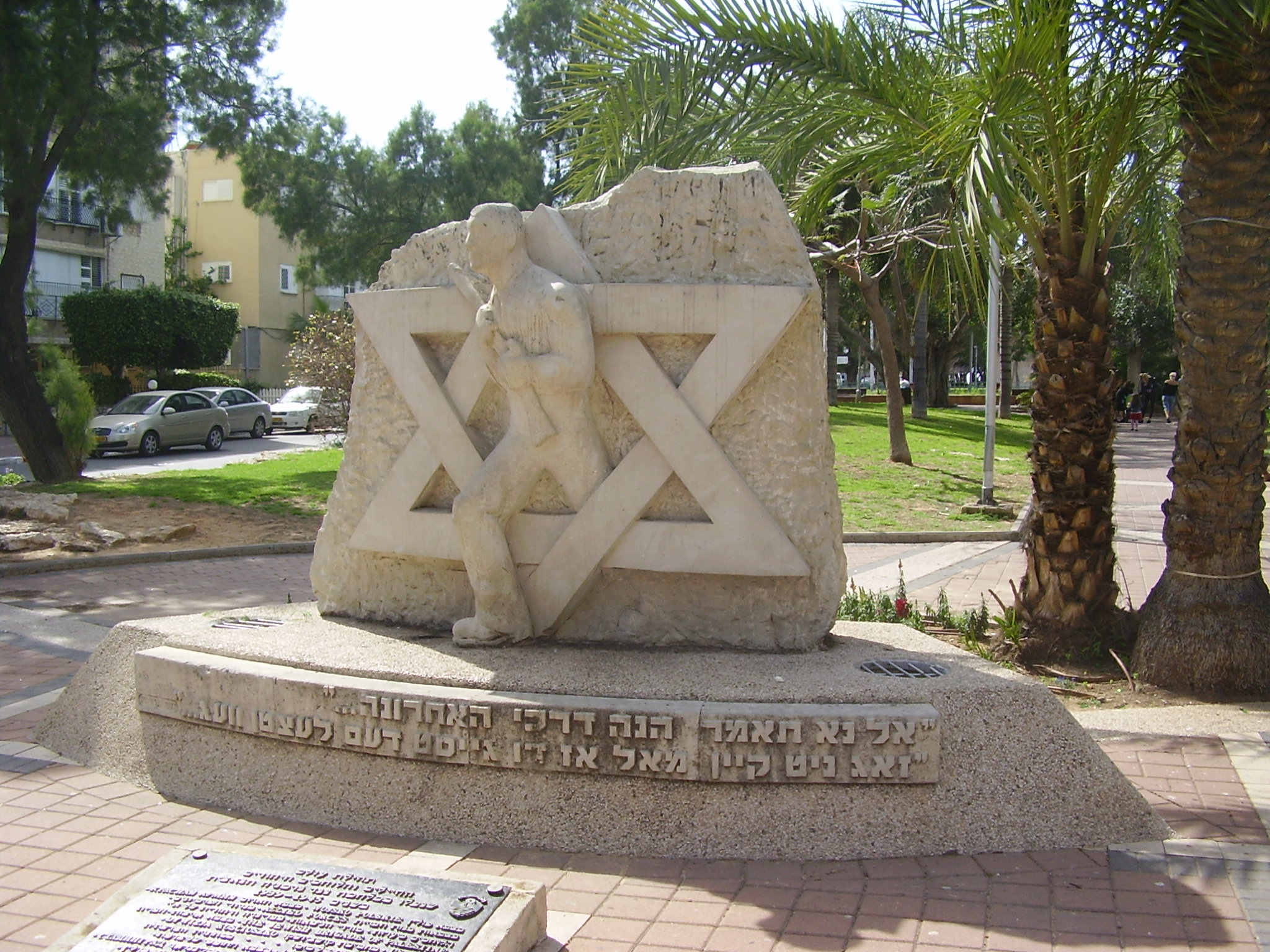
Mémorial des partisans juifs à Bat Yam, où figure le premier vers du chant et sa traduction par Shlonsky en frontispice.

Zog Nit Keynmol (yiddish : זאג ניט קיין מאל « Ne dis jamais »), également dénommée Partizaner Lied ou Chant des partisans (mais elle partage ce titre avec d'autres chants) est un poème écrit en yiddish en 1943 par Hirsch Glick, un jeune juif détenu au ghetto de Vilnius.
Inspiré par les échos du soulèvement du ghetto de Varsovie et chanté sur l’air de la chanson soviétique To ne tuchi grozovyye oblaka (russe : То не тучи — грозовые облака, « Ce ne sont pas des nuages, mais l'orage », aussi connue en tant que « Marche militaire de Terek »),, le chant est adopté par diverses brigades de partisans juifs au cours de la guerre, et devient l’un des principaux hymnes des survivants de la Shoah. Chanté à la mémoire de ses victimes dans le monde entier, il a été adapté en hébreu par Abraham Shlonsky.

## Le chant
| Traduction | Transcription | Yiddish |
| --- | --- | --- |
| Ne dis jamais que tu marches ton dernier chemin, même si des cieux noirs cachent les jours bleus, notre heure tant espérée viendra, notre pas résonnera, nous sommes là !                                      | Zog nit keyn mol, az du geyst dem letstn veg, ven himlen blayene farshteln bloye teg. kumen vet nokh undzer oysgebenkte sho, s'vet a poyk ton undzer trot : mir zaynen do !              | זאָג ניט קײן מאָל אַז דו גײסט דעם לעצטן װעג, װען הימלען בלײַענע פֿאַרשטעלן בלױע טעג; קומען װעט נאָך אונדזער אויסגעבענקטע שעה, ס'װעט אַ פּױק טאָן אונדזער טראָט – מיר זײַנען דאָ!                  |
| Du pays vert des palmiers jusqu'au pays blanc de la neige, Nous arrivons avec notre souffrance, notre douleur, Et là où nous tombons, il est un germe de notre sang, Notre bravoure, notre courage y poussera. | fun grinem palmen-land biz vaysn land fun shney, mir kumen on mit undzer payn, mit undzer vey, un vu gefaln s'iz a shprits fun undzer blut, shprotsn vet dort undzer gvure, undzer mut ! | פֿון גרינעם פּאַלמען־לאַנד ביז װײַסן לאַנד פֿון שנײ, מיר קומען אָן מיט אונדזער פּײַן, מיט אונדזער װײ, און װוּ געפֿאַלן ס'איז אַ שפּראָץ פֿון אונדזער בלוט, שפּראָצן װעט דאָרט אונדזער גבֿורה אונדזער מוט. |
| Le soleil de demain nous illuminera le présent, Et hier disparaîtra avec l'ennemi. Seulement si le soleil et l'aube manquent, Alors comme une parole donnée, ce chant ira de génération en génération.         | s'vet di morgn-zun bagildn undz dem haynt, un der nekhtn vet farshvindn mitn faynt, nor oyb farzamen vet di zun in dem kayor – vi a parol zol geyn dos lid fun dor tsu dor.              | ס'װעט די מאָרגן־זון באַגילדן אונדז דעם הײַנט, און דער נעכטן װעט פֿאַרשװינדן מיטן פֿײַנט, נאָר אױב פֿאַרזאַמען װעט די זון און דער קאַיאָר- װי אַ פּאַראָל זאָל גײן דאָס ליד פֿון דור צו דור.              |
| Ce chant est écrit avec du sang et non avec une mine, Ce n'est pas la chanson d'un oiseau en liberté. C'est un peuple au milieu des murs effondrés qui le chante avec le revolver au poing.                    | dos lid geshribn iz mit blut, un nit mit blay, s'iz nit keyn lidl fun a foygl oyf der fray, dos hot a folk tsvishn falndike vent dos lid gezungen mit naganes in di hent.                | דאָס ליד געשריבן איז מיט בלוט און ניט מיט בלײַ, ס'איז ניט קײן לידל פֿון אַ פֿױגל אױף דער פֿרײַ, דאָס האָט אַ פֿאָלק צווישן פֿאַלנדיקע ווענט דאָס ליד געזונגען מיט נאַגאַנעס אין די הענט.              |